# Jorge Sánchez (calciatore 1997)
Jorge Eduard Sánchez Ramos (Torreón, 10 dicembre 1997) è un calciatore messicano, difensore del Cruz Azul, e della nazionale messicana.

## Caratteristiche tecniche
È un terzino destro.

## Carriera

### Club
Cresciuto nel settore giovanile del Santos Laguna, ha esordito in prima squadra il 25 agosto 2016 disputando l'incontro di Copa México pareggiato 3-3 contro il Juárez.
Nel mercato estivo del 2018 è stato acquistato a titolo definitivo dall'América.
Quattro anni più tardi si trasferisce all'Ajax per 5,5 milioni di euro.

### Nazionale
Ha vinto una medaglia di bronzo ai Giochi Olimpici di Tokyo.
Nel 2022 è stato convocato per i Mondiali.

## Statistiche

### Presenze e reti nei club
Statistiche aggiornate al 19 maggio 2025.
| Stagione             | Squadra              | Campionato           | Campionato | Campionato | Coppe nazionali | Coppe nazionali | Coppe nazionali | Coppe continentali | Coppe continentali | Coppe continentali | Altre coppe | Altre coppe | Altre coppe | Totale | Totale | Totale |
| Stagione             | Squadra              | Comp                 | Pres       | Reti       | Comp            | Pres            | Reti            | Comp               | Pres               | Reti               | Comp        | Pres        | Reti        | Pres   | Reti   |        |
| -------------------- | -------------------- | -------------------- | ---------- | ---------- | --------------- | --------------- | --------------- | ------------------ | ------------------ | ------------------ | ----------- | ----------- | ----------- | ------ | ------ | ------ |
| 2016-2017            | Santos Laguna        | PD                   | 20+2       | 0          | cMX             | 3               | 0               | -                  | -                  | -                  | -           | -           | -           | 25     | 0      |        |
| 2017-2018            | Santos Laguna        | PD                   | 9+1        | 0          | cMX             | 5               | 0               | -                  | -                  | -                  | -           | -           | -           | 15     | 0      |        |
| Totale Santos Laguna | Totale Santos Laguna | Totale Santos Laguna | 29+3       | 0          |                 | 8               | 0               |                    | -                  | -                  |             | -           | -           | 40     | 0      |        |
| 2018-2019            | América              | PD                   | 25+9       | 1          | cMX             | 9               | 0               | -                  | -                  | -                  | -           | -           | -           | 43     | 1      |        |
| 2019-2020            | América              | PD                   | 18+5       | 0          | -               | -               | -               | CCL                | 3                  | 0                  | LC+CC+CdC   | 2+1+1       | 0+0+0       | 30     | 0      |        |
| 2020-2021            | América              | PD                   | 29+4       | 1          | -               | -               | -               | CCL+CCL            | 2+7                | 0+0                | -           | -           | -           | 42     | 1      |        |
| 2021-2022            | América              | PD                   | 26+6       | 0          | -               | -               | -               | -                  | -                  | -                  | LC          | 0           | 0           | 32     | 0      |        |
| lug.-ago. 2022       | América              | PD                   | 3          | 0          | -               | -               | -               | -                  | -                  | -                  | -           | -           | -           | 3      | 0      |        |
| Totale America       | Totale America       | Totale America       | 81+24      | 2          |                 | 9               | 0               |                    | 12                 | 0                  |             | 4           | 0           | 130    | 2      |        |
| 2022-2023            | Ajax                 | E                    | 17         | 2          | CO              | 4               | 1               | UCL+UEL            | 5+0                | 0+0                | SO          | -           | -           | 26     | 3      |        |
| 2023-2024            | Porto                | PL                   | 14         | 0          | CP+CdL          | 2+1             | 0+0             | UCL                | 6                  | 0                  | SP          | -           | -           | 23     | 0      |        |
| 2024-2025            | Cruz Azul            | PD                   | 28+7       | 1          | -               | -               | -               | CCC                | 7                  | 1                  | LC          | 4           | 0           | 46     | 2      |        |
| Totale carriera      | Totale carriera      | Totale carriera      | 203        | 5          |                 | 24              | 1               |                    | 30                 | 1                  |             | 8           | 0           | 265    | 7      |        |

### Cronologia presenze e reti in nazionale
| Cronologia completa delle presenze e delle reti in nazionale ― Messico | Cronologia completa delle presenze e delle reti in nazionale ― Messico | Cronologia completa delle presenze e delle reti in nazionale ― Messico | Cronologia completa delle presenze e delle reti in nazionale ― Messico | Cronologia completa delle presenze e delle reti in nazionale ― Messico | Cronologia completa delle presenze e delle reti in nazionale ― Messico | Cronologia completa delle presenze e delle reti in nazionale ― Messico | Cronologia completa delle presenze e delle reti in nazionale ― Messico |
| Data                                                                   | Città                                                                  | In casa                                                                | Risultato                                                              | Ospiti                                                                 | Competizione                                                           | Reti                                                                   | Note                                                                   |
| ---------------------------------------------------------------------- | ---------------------------------------------------------------------- | ---------------------------------------------------------------------- | ---------------------------------------------------------------------- | ---------------------------------------------------------------------- | ---------------------------------------------------------------------- | ---------------------------------------------------------------------- | ---------------------------------------------------------------------- |
| 27-3-2019                                                              | Santa Clara                                                            | Messico                                                                | 4 – 2                                                                  | Paraguay                                                               | Amichevole                                                             | -                                                                      |                                                                        |
| 6-6-2019                                                               | Atlanta                                                                | Messico                                                                | 3 – 1                                                                  | Venezuela                                                              | Amichevole                                                             | -                                                                      | 68’                                                                    |
| 9-6-2019                                                               | Arlington                                                              | Messico                                                                | 3 – 2                                                                  | Ecuador                                                                | Amichevole                                                             | -                                                                      | 46’                                                                    |
| 6-9-2019                                                               | East Rutherford                                                        | Stati Uniti                                                            | 0 – 3                                                                  | Messico                                                                | Amichevole                                                             | -                                                                      | 58’                                                                    |
| 12-10-2019                                                             | Hamilton                                                               | Bermuda                                                                | 1 – 5                                                                  | Messico                                                                | CONCACAF Nations League 2019-2020 - 1º turno                           | -                                                                      |                                                                        |
| 20-11-2019                                                             | Toluca                                                                 | Messico                                                                | 2 – 1                                                                  | Bermuda                                                                | CONCACAF Nations League 2019-2020 - 2º turno                           | -                                                                      |                                                                        |
| 30-9-2020                                                              | Città del Messico                                                      | Messico                                                                | 3 – 0                                                                  | Guatemala                                                              | Amichevole                                                             | -                                                                      | 61’                                                                    |
| 13-10-2020                                                             | L'Aia                                                                  | Algeria                                                                | 2 – 2                                                                  | Messico                                                                | Amichevole                                                             | -                                                                      |                                                                        |
| 14-11-2020                                                             | Wiener Neustadt                                                        | Corea del Sud                                                          | 2 – 3                                                                  | Messico                                                                | Amichevole                                                             | -                                                                      | 68’                                                                    |
| 17-11-2020                                                             | Graz                                                                   | Giappone                                                               | 0 – 2                                                                  | Messico                                                                | Amichevole                                                             | -                                                                      | 37’ 46’                                                                |
| 27-3-2021                                                              | Cardiff                                                                | Galles                                                                 | 1 – 0                                                                  | Messico                                                                | Amichevole                                                             | -                                                                      | 62’                                                                    |
| 30-3-2021                                                              | Wiener Neustadt                                                        | Costa Rica                                                             | 0 – 1                                                                  | Messico                                                                | Amichevole                                                             | -                                                                      |                                                                        |
| 29-5-2021                                                              | Arlington                                                              | Messico                                                                | 2 – 1                                                                  | Islanda                                                                | Amichevole                                                             | -                                                                      | 64’                                                                    |
| 13-6-2021                                                              | Berlino                                                                | Messico                                                                | 0 – 0                                                                  | Honduras                                                               | Amichevole                                                             | -                                                                      |                                                                        |
| 1-7-2021                                                               | Nashville                                                              | Messico                                                                | 3 – 0                                                                  | Panama                                                                 | Amichevole                                                             | -                                                                      |                                                                        |
| 2-9-2021                                                               | Città del Messico                                                      | Messico                                                                | 2 – 1                                                                  | Giamaica                                                               | Qual. Mondiali 2022                                                    | -                                                                      |                                                                        |
| 8-9-2021                                                               | Panama                                                                 | Panama                                                                 | 1 – 1                                                                  | Messico                                                                | Qual. Mondiali 2022                                                    | -                                                                      |                                                                        |
| 7-10-2021                                                              | Città del Messico                                                      | Messico                                                                | 1 – 1                                                                  | Canada                                                                 | Qual. Mondiali 2022                                                    | 1                                                                      |                                                                        |
| 17-11-2021                                                             | Edmonton                                                               | Canada                                                                 | 2 – 1                                                                  | Messico                                                                | Qual. Mondiali 2022                                                    | -                                                                      |                                                                        |
| 27-1-2022                                                              | Kingston                                                               | Giamaica                                                               | 1 – 2                                                                  | Messico                                                                | Qual. Mondiali 2022                                                    | -                                                                      | 5’                                                                     |
| 24-3-2022                                                              | Città del Messico                                                      | Messico                                                                | 0 – 0                                                                  | Stati Uniti                                                            | Qual. Mondiali 2022                                                    | -                                                                      |                                                                        |
| 27-3-2022                                                              | San Pedro Sula                                                         | Honduras                                                               | 0 – 1                                                                  | Messico                                                                | Qual. Mondiali 2022                                                    | -                                                                      |                                                                        |
| 30-3-2022                                                              | Città del Messico                                                      | Messico                                                                | 2 – 0                                                                  | El Salvador                                                            | Qual. Mondiali 2022                                                    | -                                                                      |                                                                        |
| 3-6-2022                                                               | Glendale                                                               | Messico                                                                | 0 – 3                                                                  | Uruguay                                                                | Amichevole                                                             | -                                                                      |                                                                        |
| 6-6-2022                                                               | Chicago                                                                | Messico                                                                | 0 – 0                                                                  | Ecuador                                                                | Amichevole                                                             | -                                                                      |                                                                        |
| 16-11-2022                                                             | Gerona                                                                 | Messico                                                                | 1 – 2                                                                  | Svezia                                                                 | Amichevole                                                             | -                                                                      |                                                                        |
| 22-11-2022                                                             | Doha                                                                   | Messico                                                                | 0 – 0                                                                  | Polonia                                                                | Mondiali 2022 - 1º turno                                               | -                                                                      | 29’                                                                    |
| 30-11-2022                                                             | Lusail                                                                 | Arabia Saudita                                                         | 1 – 2                                                                  | Messico                                                                | Mondiali 2022 - 1º turno                                               | -                                                                      | 86’                                                                    |
| 26-3-2023                                                              | Città del Messico                                                      | Messico                                                                | 2 – 2                                                                  | Giamaica                                                               | CONCACAF Nations League 2022-2023 - 1º turno                           | -                                                                      | 79’                                                                    |
| 10-6-2023                                                              | San Diego                                                              | Messico                                                                | 2 – 2                                                                  | Camerun                                                                | Amichevole                                                             | -                                                                      | 75’                                                                    |
| 15-6-2023                                                              | Paradise                                                               | Stati Uniti                                                            | 3 – 0                                                                  | Messico                                                                | CONCACAF Nations League 2022-2023 - Semifinale                         | -                                                                      |                                                                        |
| 25-6-2023                                                              | Houston                                                                | Messico                                                                | 4 – 0                                                                  | Honduras                                                               | Gold Cup 2023 - 1º turno                                               | -                                                                      | 29’                                                                    |
| 29-6-2023                                                              | Glendale                                                               | Haiti                                                                  | 1 – 3                                                                  | Messico                                                                | Gold Cup 2023 - 1º turno                                               | -                                                                      | 18’ 62’                                                                |
| 8-7-2023                                                               | Arlington                                                              | Messico                                                                | 2 – 0                                                                  | Costa Rica                                                             | Gold Cup 2023 - Quarti di finale                                       | -                                                                      | 84’                                                                    |
| 12-7-2023                                                              | Paradise                                                               | Giamaica                                                               | 0 – 3                                                                  | Messico                                                                | Gold Cup 2023 - Semifinale                                             | -                                                                      |                                                                        |
| 16-7-2023                                                              | Inglewood                                                              | Messico                                                                | 1 – 0                                                                  | Panama                                                                 | Gold Cup 2023 - Finale                                                 | -                                                                      |                                                                        |
| 14-10-2023                                                             | Charlotte                                                              | Messico                                                                | 2 – 0                                                                  | Ghana                                                                  | Amichevole                                                             | -                                                                      | 53’                                                                    |
| 17-10-2023                                                             | Filadelfia                                                             | Messico                                                                | 2 – 2                                                                  | Germania                                                               | Amichevole                                                             | -                                                                      |                                                                        |
| 17-11-2023                                                             | Tegucigalpa                                                            | Honduras                                                               | 2 – 0                                                                  | Messico                                                                | CONCACAF Nations League 2023-2024 - Quarti di finale                   | -                                                                      | 41’                                                                    |
| 21-11-2023                                                             | Città del Messico                                                      | Messico                                                                | 2 – 0 dts (4 – 2 dtr)                                                  | Honduras                                                               | CONCACAF Nations League 2023-2024 - Quarti di finale                   | -                                                                      | 92’ 104’                                                               |
| 24-3-2024                                                              | Arlington                                                              | Messico                                                                | 0 – 2                                                                  | Stati Uniti                                                            | CONCACAF Nations League 2023-2024 - Finale                             | -                                                                      |                                                                        |
| 22-6-2024                                                              | Houston                                                                | Messico                                                                | 1 – 0                                                                  | Giamaica                                                               | Coppa America 2024 - 1º turno                                          | -                                                                      |                                                                        |
| 26-6-2024                                                              | Inglewood                                                              | Venezuela                                                              | 1 – 0                                                                  | Messico                                                                | Coppa America 2024 - 1º turno                                          | -                                                                      |                                                                        |
| 30-6-2024                                                              | Glendale                                                               | Messico                                                                | 0 – 0                                                                  | Ecuador                                                                | Coppa America 2024 - 1º turno                                          | -                                                                      | 50’                                                                    |
| 15-10-2024                                                             | Guadalajara                                                            | Messico                                                                | 2 – 0                                                                  | Stati Uniti                                                            | Amichevole                                                             | -                                                                      |                                                                        |
| 15-11-2024                                                             | San Pedro Sula                                                         | Honduras                                                               | 2 – 0                                                                  | Messico                                                                | CONCACAF Nations League 2024-2025 - Quarti di finale                   | -                                                                      |                                                                        |
| 19-11-2024                                                             | Toluca                                                                 | Messico                                                                | 4 – 0                                                                  | Honduras                                                               | CONCACAF Nations League 2024-2025 - Quarti di finale                   | 1                                                                      | 66’                                                                    |
| 10-6-2025                                                              | Chapel Hill                                                            | Messico                                                                | 1 – 0                                                                  | Turchia                                                                | Amichevole                                                             | -                                                                      |                                                                        |
| 14-6-2025                                                              | Inglewood                                                              | Messico                                                                | 3 – 2                                                                  | Rep. Dominicana                                                        | Gold Cup 2025 - 1º turno                                               | -                                                                      |                                                                        |
| 22-6-2025                                                              | Paradise                                                               | Messico                                                                | 0 – 0                                                                  | Costa Rica                                                             | Gold Cup 2025 - 1° turno                                               | -                                                                      |                                                                        |
| 6-7-2025                                                               | Houston                                                                | Stati Uniti                                                            | 1 – 2                                                                  | Messico                                                                | Gold Cup 2025 - Finale                                                 | -                                                                      | 86’                                                                    |
| Totale                                                                 |                                                                        | Presenze                                                               | 51                                                                     |                                                                        | Reti                                                                   | 2                                                                      |                                                                        |

## Palmarès

### Club

#### Competizioni nazionali
- Coppa del Portogallo: 1

Porto: 2023-2024
- Campeón de Campeones: 1

America: 2019

#### Competizioni internazionali
- CONCACAF Champions' Cup: 1

Cruz Azul: 2025

### Nazionale
- Gold Cup: 2

2023, 2025